# Kamina
Kamina a Kongói Demokratikus Köztársaság újonnan alakult Felső-Lomami tartományának fővárosa. A tartomány a jelenlegi Katanga tartomány egyik körzete, a 2006-ban elfogadott alkotmány hatályba lépésekor, 2009. február 18-án kap önálló tartományi rangot. Kamina városa a Felső-Lomami tartomány hasonló nevű körzetében fekszik. A Kongói Demokratikus Köztársaságban általánosságban jellemző, hogy az egyes körzetek legnagyobb városukról kapják nevüket.

## Közlekedés
Kamina fontos vasúti csomópontként ismert, az ország három vasútvonala is találkozik itt, nyugatra a Lulua tartományban fekvő Kananga városába, északra a Maniema tartomány fővárosába, Kinduba, délkeletre a Felső-Katanga tartomány fővárosába Lubumbashiba valamint Zambiába futnak vonalak. A városnak két repülőtere van, az egyik polgári, Kamina Airport, a másik katonai célokat szolgál.
Már a belga gyarmati időkben is létezett katonai bázis a városban. Jelenleg a Kongói Demokratikus Köztársaság újonnan alakuló hadseregének van itt összeszoktató bázisa. A bázison a korábbi széthúzó, harcoló alakulatok katonáit szervezik új alakulatokba.